# Trigonopterus sampunensis
Trigonopterus sampunensis – gatunek chrząszcza z rodziny ryjkowcowatych i podrodziny krytoryjków.

## Taksonomia
Gatunek ten opisany został po raz pierwszy w 2019 roku przez Alexandra Riedela na łamach „ZooKeys”. Współautorem publikacji jest Raden Pramesa Narakusumo. Jako miejsce typowe wskazano górę Sampuna, położoną w okolicy Palopo w kabupatenie Luwu w indonezyjskiej prowincji Celebes Południowy. Epitet gatunkowy pochodzi od lokalizacji typowej.

## Morfologia
Chrząszcz o ciele długości od 2 do 2,5 mm, wysklepionym, w zarysie prawie jajowatym z przewężeniem między przedpleczem a pokrywami, ubarwionym czarno z rdzawymi czułkami oraz ciemnordzawymi odnóżami i głową. Ryjek samca zaopatrzony jest w listewkę środkową i parę listewek przyśrodkowych. Epistom samca ma w tyle poprzeczną listewkę. Powierzchnia przedplecza jest oprócz linii środkowej gęsto punktowana. Pokrywy mają rzędy z małymi punktami, tylko w ósmym rzędzie na barkach występują punkty nieco większe. Listewki przednio-brzuszne na udach środkowej i tylnej pary są zakończone tępym ząbkiem. Tylna para odnóży ma na udach przedwierzchołkową łatkę strydulacyjną i niezmodyfikowaną krawędź tylno-grzbietową. Genitalia samca mają prącie o bokach prawie równoległych, a wierzchołku prawie ściętym z krótką wypustką pośrodkową. Aparat przenoszący jest biczykowaty, a przewód wytryskowy jest wyposażony w niewyraźny bulbus.

## Ekologia i występowanie
Ryjkowiec ten zasiedla górskie lasy. Spotykany jest na rzędnych 1100 m n.p.m. Bytuje w ściółce.
Owad orientalny, endemiczny dla Celebesu, znany tylko z lokalizacji typowej w prowincji Celebes Południowy.